# Wilhelm Weltner
Carl Wilhelm Hermann Weltner (* 26. Oktober 1854 in Römnitz; † 11. April 1917 in Berlin) war ein deutscher Zoologe. Er war spezialisiert auf Schwämme, Hohltiere und Rankenfußkrebse.

## Leben
Weltner war der Sohn eines Domänenpächters in Römnitz im Fürstentum Ratzeburg. Er besuchte das Gymnasium in Ratzeburg und die Realschule in Schönberg. Nach Ablegung der Reifeprüfung im Jahre 1874 lernte er fünf Semester bei Carl Remigius Fresenius in dessen Labor in Wiesbaden. Nachdem er 1876/77 seiner Wehrpflicht nachgekommen war, studierte er bis 1882 an der Universität Straßburg. 1878 wandte er sich von der Chemie ab und der Zoologie zu. Schon während seines Studiums arbeitete er als Assistent Eduard Oscar Schmidts am Zoologischen Institut. 1882 wurde er mit der Arbeit Beiträge zur Kenntnis der Spongien bei August Weismann in Freiburg im Breisgau promoviert. 1883 betrieb er anatomische und histologische Studien bei Wilhelm His und Christian Wilhelm Braune an der Universität Leipzig. Nach einigen Monaten bei Carl Eduard Adolph Gerstäcker in Greifswald setzte er seine Studien 1884 bei Franz Eilhard Schulze an der Friedrich-Wilhelms-Universität Berlin fort. Am 1. Juli 1885 wurde er Assistent, 1892 Kurator und 1902 Professor am dortigen Zoologischen Museum.
Weltner litt in seinen letzten Lebensjahren an einem Augenleiden (Glaukom) und unterzog sich 1911 einer Operation an beiden Augen, die seine fortschreitende Erblindung aber nur verzögern konnte.

## Leistungen
Weltners Interesse galt besonders den Schwämmen. Am Zoologischen Museum betreute er ab 1889 die Rankenfußkrebse, Hohltiere und Protozoen, vorübergehend auch die Manteltiere, Moostierchen und Wasserflöhe. Über mehrere Jahre erforschte er die Fauna des Tegeler Sees. Die marine Tierwelt studierte er während mehrerer Aufenthalte auf Helgoland und 1893 in der zoologischen Station in Rovinj auf der Halbinsel Istrien. Von 1900 bis 1907 unternahm er jährlich Exkursionen an den Madüsee südlich von Stettin, in dem er relikte marine Krebse entdeckte.
Weltner bearbeitete die Sammlungen mehrerer Expeditionen, so die Rankenfußkrebse der Deutschen Tiefsee-Expedition (Valdivia-Expedition) und der Deutschen Expedition in das Nördliche Eismeer (Helgoland-Expedition) von 1898 sowie der Ostafrika-Expedition Alfred Voeltzkows von 1903 bis 1905.
Von 1904 bis 1910 war er Herausgeber des Archivs für Naturgeschichte.

## Ehrungen
Eine Gattung der Rankenfußkrebse wird nach Wilhelm Weltner Weltnerium genannt.